# Koyomi Iwasaki
Koyomi Iwasaki (jap. 冨永 こよみ Iwasaki Koyomi; ur. 1 maja 1989 w Komae) – japońska siatkarka, reprezentantka kraju, grająca na pozycji rozgrywającej.

## Sukcesy klubowe
Liga japońska:
- 2015, 2020, 2024

## Sukcesy reprezentacyjne
Mistrzostwa Azji Juniorek:
- 2006

Mistrzostwa Świata Juniorek:
- 2007

Mistrzostwa Azji:
- 2017

Igrzyska Azjatyckie:
- 2022

Liga Narodów:
- 2024[2]

## Nagrody indywidualne
- 2017: Najlepsza rozgrywająca Pucharu Wielkich Mistrzyń